# Park Da-Sol
Park Da-Sol (21 de enero de 1996) es una deportista surcoreana que compite en judo. Ganó una medalla en los Juegos Asiáticos de 2018, y dos medallas en el Campeonato Asiático de Judo en los años 2017 y 2021.

## Palmarés internacional
| Juegos Asiáticos    | Juegos Asiáticos    | Juegos Asiáticos  | Juegos Asiáticos |
| Año                 | Lugar               | Medalla           | Categoría        |
| ------------------- | ------------------- | ----------------- | ---------------- |
| 2018                | Yakarta (Indonesia) | Medalla de plata  | –52 kg           |
| Campeonato Asiático |                     |                   |                  |
| Año                 | Lugar               | Medalla           | Categoría        |
| 2017                | Hong Kong (China)   | Medalla de bronce | –52 kg           |
| 2021                | Biskek (Kirguistán) | Medalla de oro    | –52 kg           |